# Lijst van landen zonder leger

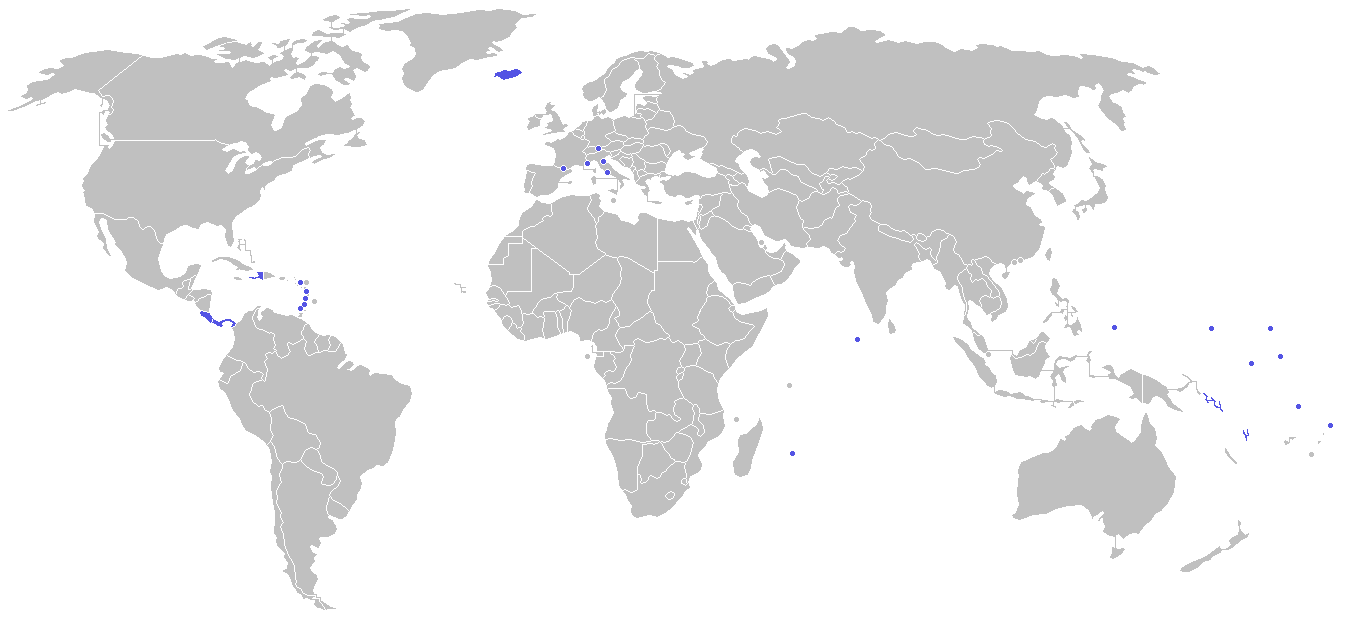
Landen zonder leger (klik om te vergroten)

Dit is een lijst van landen zonder leger. Alleen onafhankelijke landen zijn opgenomen.
Veel niet in deze lijst opgenomen kleinere landen hebben weliswaar wel een leger, maar dit dient slechts voor ceremoniële doeleinden en is in geval van oorlog duidelijk niet in staat een goed gewapende tegenstander te weerstaan.
| Land                           | Opmerkingen |
| ------------------------------ | --- |
| Andorra                        | Verdediging is de verantwoordelijkheid van Frankrijk of Spanje. Soortgelijke verdragen met beide landen, 3 juni 1993.                                                                                                   |
| Costa Rica                     | De grondwet verbiedt sinds 1949 het bestaan van een leger in vredestijd. Zetel van het Inter-Amerikaans Hof voor de Rechten van de Mens                                                                                 |
| Dominica                       | Geen leger sinds 1981, nadat het leger een staatsgreep probeerde uit te voeren. Verdediging is de verantwoordelijkheid van de Verenigde Staten.                                                                         |
| Grenada                        | Geen leger sinds 1983, na de door de Verenigde Staten geleide invasie van het eiland. Verdediging is de verantwoordelijkheid van de Verenigde Staten.                                                                   |
| Haïti                          | Leger opgeheven in juni 1995, maar rebellen willen de heroprichting. De Nationale Politie heeft militaire eenheden. |
| IJsland                        | Geen leger, maar lid van de NAVO. De Verenigde Staten hadden tot 2006 een basis in IJsland. IJsland heeft wel een vredeshandhavingsmacht, een kustwacht en een militair politieonderdeel. Ze hebben ook een rijkswacht. |
| Kiribati                       | De enige toegestane bewapende eenheden zijn de politie en de kustwacht. |
| Liechtenstein                  | Leger werd in 1868 opgeheven omdat het te duur was en bestaat sindsdien niet in tijden van vrede. Is voor defensie van Zwitserland afhankelijk.                                                                         |
| Malediven                      | Geen leger sinds 1965. Voor zover bekend geen verdedigingsverdrag met andere staten. |
| Marshalleilanden               | Verdediging is de verantwoordelijkheid van de Verenigde Staten. |
| Mauritius                      | Geen leger sinds 1968. |
| Micronesië                     | Verdediging is de verantwoordelijkheid van de Verenigde Staten. |
| Monaco                         | Verdediging opgeheven in de 17e eeuw, omdat de kleine staat niet te verdedigen is sinds de opkomst van artillerie. Verdediging is de verantwoordelijkheid van Frankrijk.                                                |
| Nauru                          | Verdediging is de verantwoordelijkheid van Australië. |
| Palau                          | Verdediging is de verantwoordelijkheid van de Verenigde Staten. Het enige land met een anti-nucleaire grondwet. |
| Panama                         | Leger opgeheven in 1990, in 1994 door het parlement unaniem bevestigd om een grondwetswijziging hieromtrent door te voeren. Enkele eenheden van de politie en kustwacht hebben beperkte militaire capaciteiten.         |
| San Marino                     | Heeft een ceremoniële wacht, een politie en een grenswacht. |
| Salomonseilanden               | Had tussen 1998 en 2006 een hevig etnisch conflict, waarin Australië en andere landen intervenieerden. |
| Saint Kitts en Nevis           | Heeft een kleine defensiemacht voor binnenlandse aangelegenheden. |
| Saint Lucia                    | Heeft een speciale eenheid. |
| Saint Vincent en de Grenadines | Heeft een speciale eenheid. |
| Samoa                          | Geen leger, verdediging is de verantwoordelijkheid van Nieuw-Zeeland. |
| Tuvalu                         | Geen leger, maar de politie heeft een speciale maritieme surveillance-eenheid. |
| Vanuatu                        | Heeft een speciale eenheid. |
| Vaticaanstad                   | De vooral ceremoniële Zwitserse Garde dient als een beveiligingseenheid en politie. |